# Candy and a Currant Bun
Singles de Pink Floyd
See Emily Play / The Scarecrow
(1967)
Pistes de Masters of Rock
Arnold Layne The Scarecrow
Candy and a Currant Bun est la face B du premier single du groupe de rock britannique Pink Floyd. Elle a été jouée en concert pour la première fois en 1967. Avant que la compagnie d'enregistrement eût forcé Syd Barrett à réécrire la chanson sans ses références controversées au sexe et aux drogues, elle était intitulée Let's Roll Another One. Comme la plupart des chansons de Pink Floyd de l'époque, elle comprend un long passage instrumental au milieu de la chanson.
Le titre est repris sur la compilation Masters of Rock sortie en 1974.

## Musiciens
- Syd Barrett – chant, guitare électrique
- Rick Wright – orgue Farfisa, chœurs
- Roger Waters – basse, cris
- Nick Mason – batterie

## Liens
- Sources
- Site officiel de Pink Floyd
- Site officiel de Roger Waters
- Site officiel de David Gilmour